# Merzbow

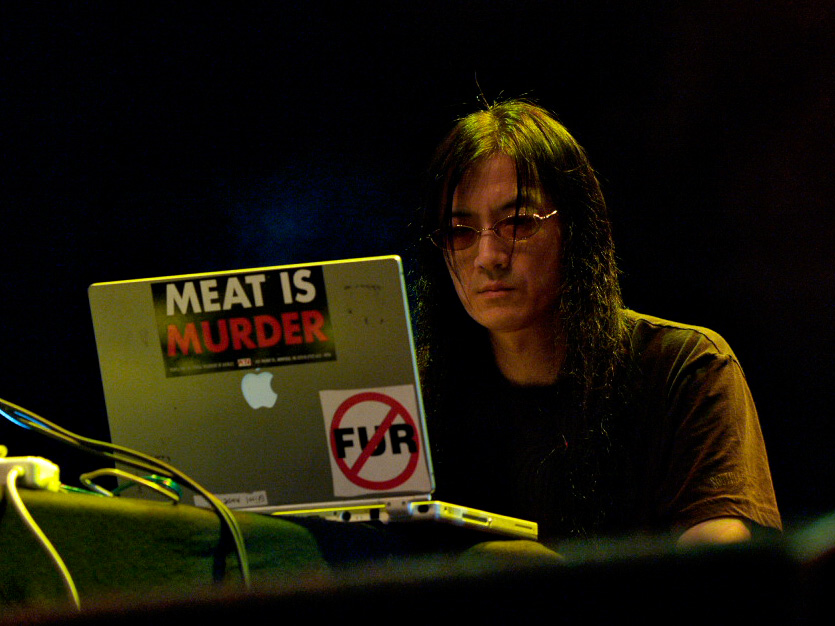
Masami Akita (Merzbow) vid Moers festival 2007.

Merzbow (japanska メルツバウ) är artistnamnet för Masami Akita (秋田昌美, Akita, Masami) född 1956 i Tokyo i Japan. Merzbow är förmodligen den artist som har betytt mest för genren noise. Han har gjort oerhört många CDs, LPs och kassettband sedan tidigt 1980-tal.
Under sin uppväxt lyssnade han mycket på psykedelisk musik, progressiv rock och senare frijazz, vilket har influerat hans musik. Albumet Aqua Necromancer, för att ta ett exempel, samplar trummor från progressiv rock, medan albumet Doors Open At 8am samplar frijazz. Masami Akita studerade konst på Tamagawa University. Där lärde han sig om Kurt Schwitters Merz, eller konst gjord från skräp, inkluderat Schwitters Merzbau, eller "Merz-byggnader". Detta är källan till artistnamnet Merzbow.

## Samarbeten
Merzbow börjades som en duo mellan Masami Akita och Kiyoshi Mizutani. Tidiga medarbetare inkluderar japanska artister såsom Reiko A., S-Core, Agencement, och främst K. Kishino, eller KK Null som han är mer känd som, från banden YBO2, ANP och Zeni Geva. För studioinspelningar fortsatte Merzbow att vara endast Akita, men under den senare hälften av 1980-talet och genom 1990-talet, var Merzbow under live-spelningar en trio. Trion bestod av Reiko A. på den elektroniska delen av musiken, och Bara på sång och dans. Senare spelade Merzbow ensam på livespelningar.
Merzbow har jobbat med artister som Genesis P-Orridge, Otomo Yoshihide, Cock E.S.P., Mike Patton och Nordvargr, men skivorna under namnet Merzbow är för det mesta gjorda av honom ensam.

## Författarskap
Akita är även en produktiv författare. Han har skrivit böcker och artiklar om det mesta som hamnar under etiketten "subkultur" eller "avvikande", till exempel noise-musik. Hans bok Noise War är ansedd som en detaljerad och respektabel summering av noisemusik-rörelsen, genom 1980-talet. Boken är dock inte utgiven på något europeiskt språk.

## Merzbox
Samlingsboxen Merzbox är en samling bestående av 50 CD-skivor med över 40 timmar material. Endast Merzbows verk är med i boxen. Boxen är utgiven i 1000 exemplar och kommer i en förpackning av gummi.

## Diskografi i urval
- Rainbow Electronics (Alchemy 1990)
- Music for Bondage Performances (Extreme 1991)
- Batztoutai With Memorial Gadgets (RRRecords 1993)
- Venereology (Release 1994)
- Ecobondage (Distemper 1995)
- Rainbow Electronics II (Dexter's Cigar 1996)
- Music for Bondage Performances 2 (Extreme 1996)
- Oersted (Vinyl Communications 1996)
- Pulse Demon (Release 1996)
- Aqua Necromancer (Alien8 1998)
- 1930 (Tzadik 1998)
- Tauromachine (Release 1998)
- Maldoror - She (med Mike Patton) (Ipecac Recordings 1999)
- Doors Open at 8am (Alien8 2000)
- Dharma (Double H Noise Industries 2001)
- Frog (Misanthropic Agenda 2001)
- MAZK (med Zbigniew Karkowski) (2001)
- Amlux (Important Records 2002)
- Merzbeat (Important Records 2002)
- Merzbird (Important Records 2004)
- Partikel (med Nordvargr) (Cold Spring 2004)
- Sha Mo 3000 (Essence Music 2004)
- Bariken (Blossoming Noise 2005)